# Te dejas ver
Te dejas ver es el cuarto álbum de Mikel Erentxun, publicado en 2000, del que vendió más de 80 000 copias. Grabado en Palindrome Studio con la producción esta vez de Fred Maher, Erentxun aparca el sonido británico que caracterizó sus álbumes anteriores para dejarse influir por el pop-rock americano, más propio de su etapa con Duncan Dhu, (pero que marcará sus posteriores trabajos) incorporando por primera vez instrumentos como el órgano hammond, el mellotrón, el pedal steel guitar o el dobro, entre otros. «En Silencio», cuenta con la colaboración de Lloyd Cole.

## Lista de canciones
Todas las canciones compuestas por Erentxun/Corman excepto donde se anota.
1. Rara vez (Erentxun/Berrio) - 4:42
2. En qué mujer - 3:31
3. California - 2:57
4. La orilla de Carla - 3:40
5. Por no decirte adiós - 3:12
6. A flor de piel - 4:32
7. Fácil - 3:52
8. Próxima estación (Erentxun/Eguía) - 3:32
9. En silencio - 4:40
10. Contracorriente (Erentxun/Eguía) - 4:06
11. El invierno es mujer - 3:35
12. Que nadie me detenga - 3:13

## Sencillos

### California
1. California
2. Nadie es profeta en su corazón
3. California (Demo)

### Rara vez
1. Rara vez
2. Mi celda eres tú
3. Rara vez (Demo)

### La Orilla de Carla
1. La orilla de Carla
2. Vía satélite
3. La orilla de Carla (Demo)

### Fácil
1. Fácil
2. Accidental
3. Fácil (Demo)

- Datos: Q6139433